# Хрест Алькораза
Хрест Алькораза — назва геральдичного герба та прапора, складеному з хреста святого Юрія (Георгія) з головою мавра в кожній чверті. Найдавніші задокументовані свідчення про цей герб містяться в рідкісному декреті зі свинцевою печаткою канцелярії Педро III Арагонського від 1281 р., який, швидше за все, використовувався як особистий герб короля, натякаючи на дух хрестових походів та його тезку предків, Петра I Арагонського. Герби також з'являються в третій чверті нинішнього герба Арагону.

## Історія

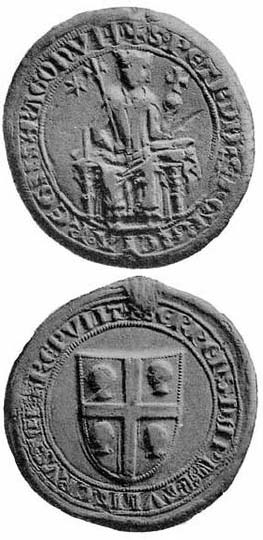
Свинцеві печатки з декрету1281 року Педро III Арагонського.

За джерелами XIV століття, «Хрест Алькораза» виник внаслідок битви при Алькоразі (у 1096 р.) як герб короля Педро, натхненний легендарним чудотворним втручанням святого Юрія (Георгія) у реконкісту Уески.
Найдавніший образ хреста, зображений на канцелярській печатці 1281 р. показує чотири голови маврів з бородами, але без пов'язок.

Оригінальна версія прапора Сардинії, на якій зображені голови маврів зі зав'язаними очима і звернені вліво.

Протягом усього Середньовіччя і до ХХ-го століття як арагонські, так і міжнародні варіанти (наприклад, прапор Сардинії) або змінювали орієнтацію голови маврів, змушували їх симетрично дивитися один до одного, або зображували їх як голови сарацинських королів з відкритими коронами.
Цей геральдичний герб був безпосередньо віднесений до Арагонського королівства з середини XV століття, а також був прийнятий як прапор Сардинського королівства з другої половини XV століття, коли острів був територією Арагонської Корони. На прапорі Сардинії головам маврів зав'язали очі. У сучасному прапорі Сардинії голови звернені вправо, а «пов'язки на очах» перетворилися на пов'язки на головах.
Рафаель Конде, у « La bula de plomo de los reyes de Aragón y la cruz» de Alcoraz "(свинцева печатка королів Арагону та хреста Алькораса [Архівовано 10 вересня 2017 у Wayback Machine.]), паб. Емблема, XI (2005), стор. 77, вказує, що прийняття так званого «Хреста Алькораза» Сардинією, швидше за все, датується кінцем XV століття, відповідно до дослідження Луїзи Д'Арієнцо про прапор Сардинії в "Lo scudo dei «Quatro mori» e la Sardegna ", у Annali della Facoltà di Scienze Politiche dell'Università di Cagliari, IX (1983), стор. 253—292 та «L'escut dels quatre moros», у Els catalans Sardegna, cura di Jordi Carbonell i Francesco Manconi, Барселона, 1984, стор. 199—206.

## Подальше читання
- Fierro, Maribel (2008). Decapitation of Christians and Muslims in the Medieval Iberian Peninsula: Narratives, Images, Contemporary Perceptions. Comparative Literature Studies. 45 (2): 137—164. doi:10.1353/cls.0.0020. JSTOR 25659647.